# Altrichthys curatus
Altrichthys curatus és una espècie de peix de la família dels pomacèntrids i de l'ordre dels cipriniformes que es troba a les Filipines.